# Eumiota
Eumiota is een geslacht van vliesvleugelige insecten uit de familie Diapriidae.

## Soorten
- E. compressa (Kieffer, 1910)
- E. longepetiolata (Thomson, 1859)
- E. longiventris (Kieffer, 1910)